# Pere Martínez

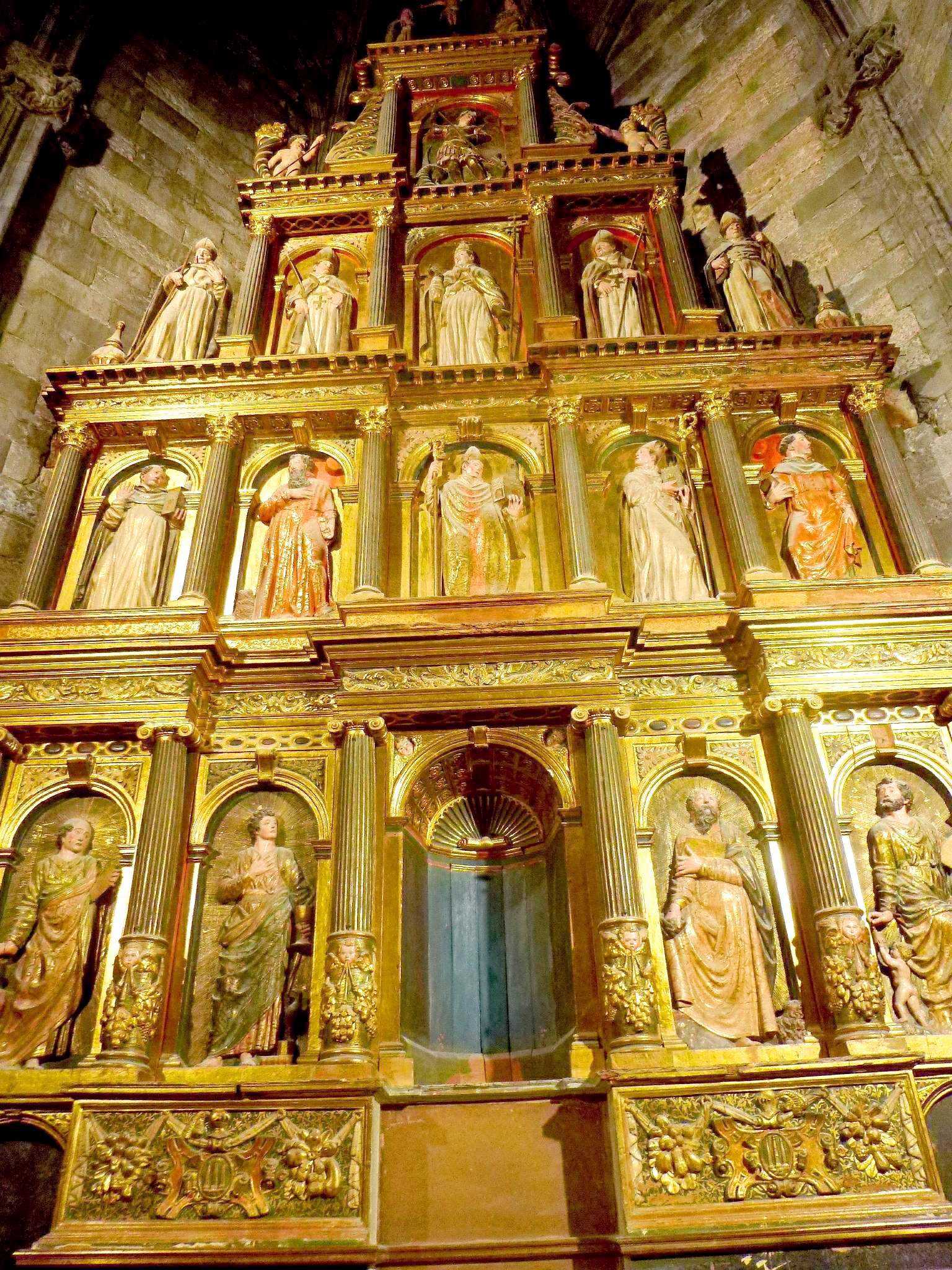
Der Altar der Heiligen Kirchenlehrer in der Kathedrale von Girona mit Reliefs und Halbreliefs von Joan Merla, vergoldet von Pere Martínez

Pere Martínez (wirksam um 1607 in Girona) war ein Barceloneser Maler im Übergang vom 16. zum 17. Jahrhundert, dessen Identität nicht genau geklärt ist. Bekannt wurde er vor allem durch seine Vergoldung des von Joan Merla geschaffenen Altars der Heiligen Kirchenlehrer in der Kathedrale von Girona.

## Leben und Werk
Pere Martínez wird in einem Vertrag mit dem Erzdiakon des Empordà und Kanoniker der Kathedrale von Girona Jaume d’Aguellana von 1607 über die zu leistenden künstlerischen Malerarbeiten am Altar der Heiligen Kirchenlehrer in der Kathedrale erwähnt. Jaume d’Aguellana beauftragte und organisierte diese Arbeiten für seine Familie im Rahmen der Testamentsvollstreckung seines 1597 verstorbenen Bruders Miquel d’Aguellana. Pere Martínez zog für die Durchführung dieser Arbeiten vertragsgemäß von Barcelona nach Girona. Der Auftraggeber Jaume d’Aguellana sicherte Pere Martínez dafür Erleichterungen beim Aufenthalt in Girona zu.
Die Identität Pere Martínez’ ist nicht genau geklärt. Der Kunsthistoriker J. F. Ràfols sieht in ihm einen Meister aus Cádiz, der sich in Barcelona niedergelassen hatte und  das Altarbild im kleinen königlichen Palast von Barcelona vergoldet hat. Der Kunsthistoriker Santiago Alcolea sieht dagegen eine ursprünglich portugiesische Herkunft des Barceloneser Meisters.